# Santuari d'Àrtemis Braurònia
El santuari d'Àrtemis Braurònia està situat a l'Acròpoli d'Atenes, entre els Propileus i la Calcoteca. Construït vora el 430 aC, es creu que en la seva edificació hi va prendre part l'arquitecte Mnèsicles quan estava realitzant els Propileus. L'edifici tenia una forma trapezoïdal, amb dues ales laterals i dos pòrtics o stoaí d'uns 38 metres per 7 metres.
Estava dedicat a Àrtemis, divinitat representada com un os i protectora de les dones embarassades i del part; al santuari es trobava una figura arcaica de la deessa (del tipus xóanon) i una altra de realitzada, segons Pausànias, per Praxíteles al segle iv aC. Pausànias també diu que el nom li ve del demos de Brauró. Durant les festes braurònies celebrades en honor seu, les nenes que eren consagrades a la deessa rebien el nom d'«osses».